# Eleonora Duse

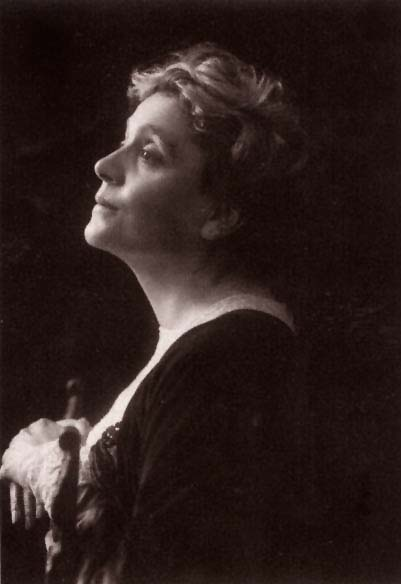

Eleonora Julia Amalia Duse, más conocida como  Eleonora Duse, (Vigevano, 3 de octubre de 1858 - Pittsburgh, 21 de abril de 1924) fue la más célebre actriz de teatro italiana de finales del siglo XIX y principios del siglo XX.
Alcanzó gran fama por interpretar los papeles del escritor noruego Henrik Ibsen además de los clásicos.
Fue contemporánea de las divas británicas Patrick Campbell y Ellen Terry. También fue contemporánea de la diva francesa Sarah Bernhardt, con la que sostuvo una larga rivalidad profesional y personal.

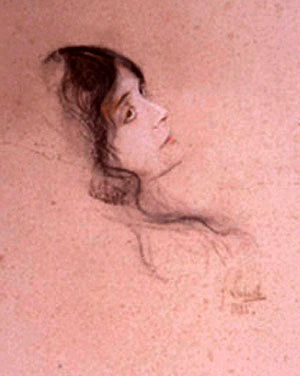
Retratada por Franz von Lenbach.

## Inicios
Se cuenta que nació en un vagón de tren y que su primer papel lo interpretó a los 4 años, ya que su familia era de actores teatrales. Sus padres fueron los actores Alessandro Vincenzo Duse y Angelica Cappelletto. Su primer papel protagónico lo realizó a los 14 años; encarnó la Julieta de Shakespeare y consiguió su primer gran triunfo con La princesa de Bagdad, de Dumas.A los veinte años, Duse fue Electra en Orestes, de Alfieri, Desdémona, en Otelo.
Tuvo rivalidad con la famosa actriz francesa Sarah Bernhardt, quien era contemporánea suya; sin embargo, poseían estilos muy diferentes, ya que Eleonora buscaba comprender la mentalidad del personaje y Sarah le imprimía su sello personal a los personajes que interpretaba. A pesar de estas diferencias de estilo, ambas actrices sostuvieron una larga rivalidad para lograr ser consideradas "La mejor actriz del mundo" por parte del público. En lo personal, la relación que Gabriele d'Annunzio sostuvo con las dos divas fomentó aún más la rivalidad.

## Matrimonio
En 1881 se casó con Tebaldo Checchi, unión de la que nació su hija Enrichetta. En 1885 aceptó un contrato para una gira por América del Sur, y entonces su fama, ya excepcional en Italia, sobrepasó las fronteras. En esta época conoció al libretista y compositor Arrigo Boito, de quien aprendió el valor del estudio y de la elevación espiritual y cultural. 
En el transcurso de una gira triunfal por Europa (1891-1892) inició, en Viena, la batalla en favor de Ibsen, imponiendo al público la discutida Casa de muñecas. En 1893 obtuvo un gran éxito en América del Norte y en otros países extranjeros. En 1899 tuvo compañía teatral con el gran actor Ermete Zacconi.

## D'Annunzio
En 1894 se produjo su primer encuentro con D'Annunzio, que estaba entonces en la cúspide de su fama. El triunfo obtenido en París con Sueño de una mañana de primavera (1897), obra de este autor, la convenció de que había encontrado al creador de la tragedia moderna. Desde entonces su repertorio estuvo formado casi exclusivamente por obras de este autor. Esta relación terminó en 1910, cuando el polémico escritor se involucró en asuntos políticos (el escritor fue precursor del fascismo italiano) y se despreocupó totalmente de Eleonora.
La ruptura de esos amores y una crisis espiritual la llevaron, después de su éxito con La Locandiera de Goldoni, en 1909, a abandonar inesperadamente el teatro; este retiro duró doce años.

## Última época
Durante la guerra de 1914-18 la actriz prodigó su asistencia a los heridos y dio recitales en los frentes. 
En 1916 filmó Cenere (Cenizas) de Febo Mari, su único testimonio cinematográfico cuando tenía casi 60 años. 
Reapareció ante el público en Turín en 1921 con La dama del mar, negándose a ser maquillada y preocupándose tan sólo de ofrecer al público no una ficción, sino el fruto de una ansiosa búsqueda de la verdad interior. Tras añadir a su repertorio otras obras, reemprendió una nueva etapa de su vida artística, iniciando otra gira por Norteamérica, donde la sorprendió la muerte en Pittsburghel 28 de abril de 1924.

## Galería

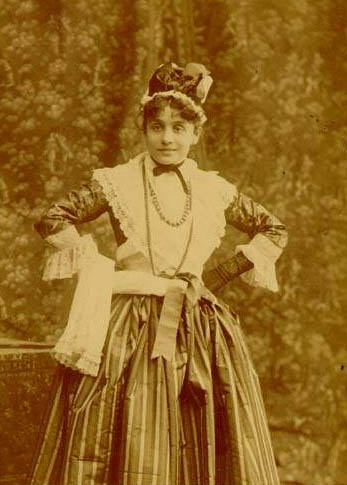
In Goldoni's The Mistress of the Inn, 1891
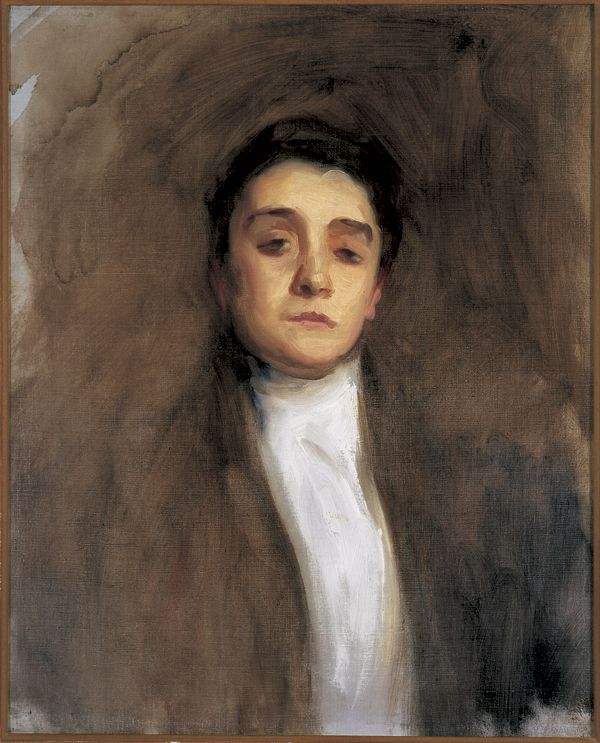
A portrait by John Singer Sargent, c. 1893
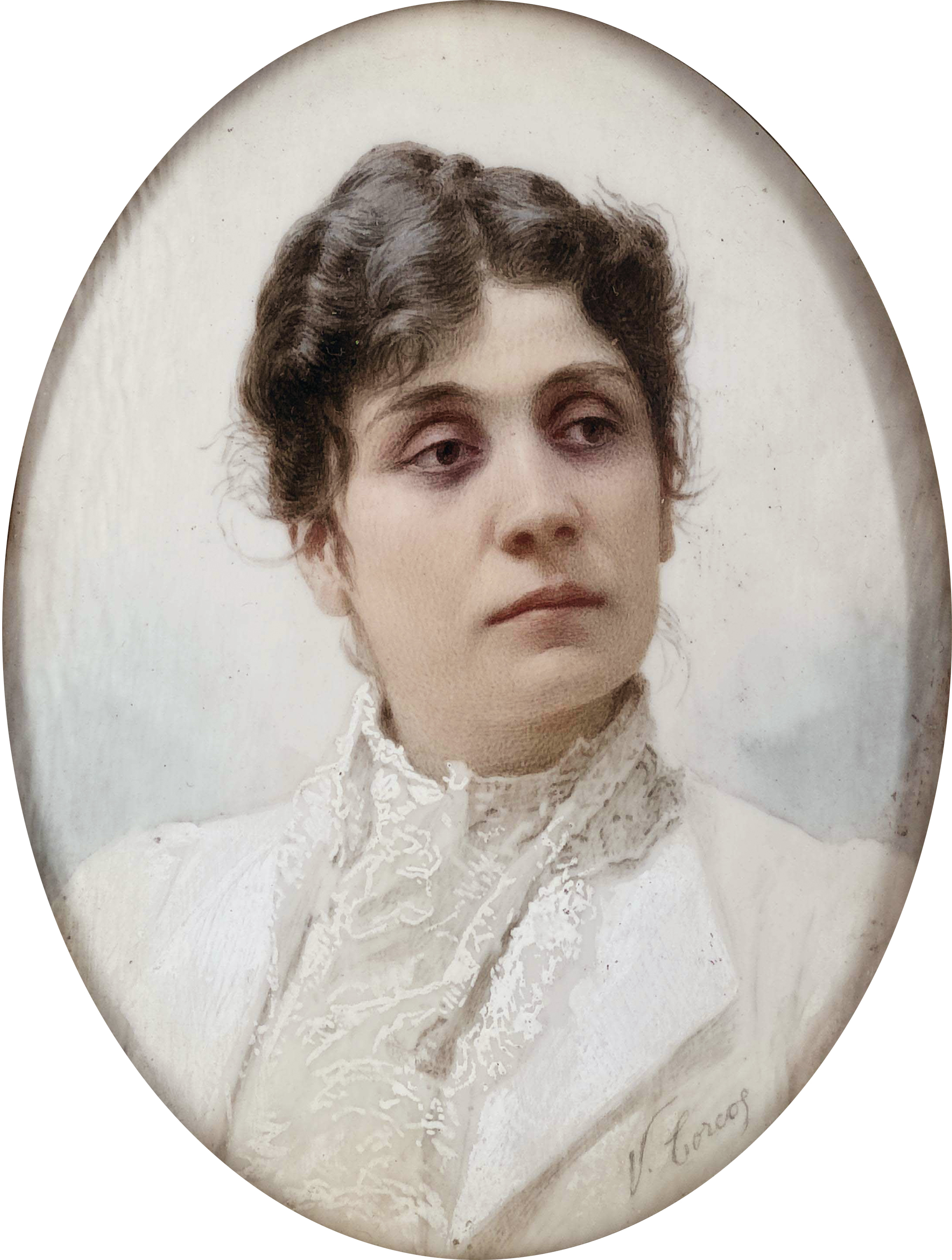
Eleonora Duse by Vittorio Matteo Corcos
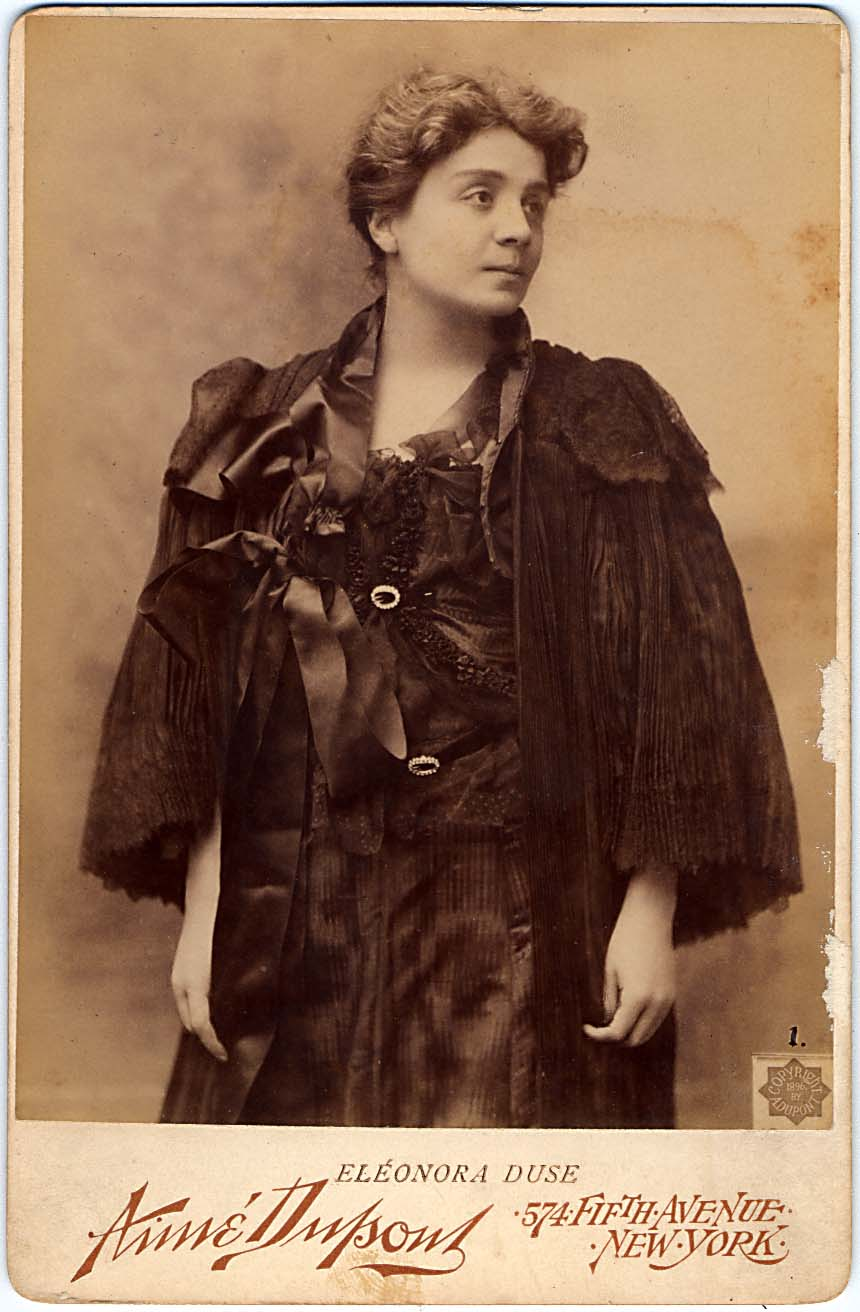
A photograph by Aimé Dupont, New York, 1896
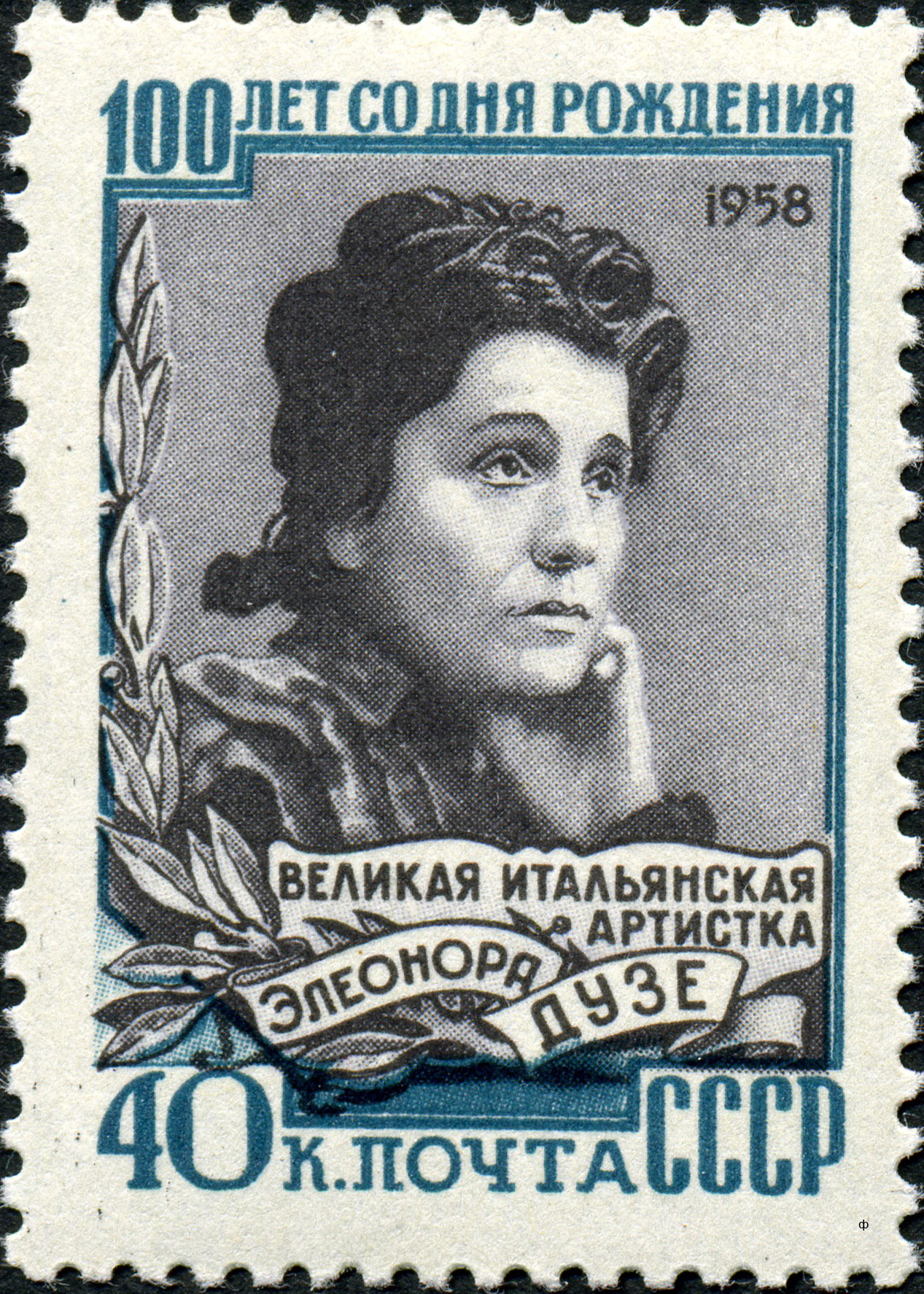
Eleonora Duse on a 1958 postage stamp of the Soviet Union
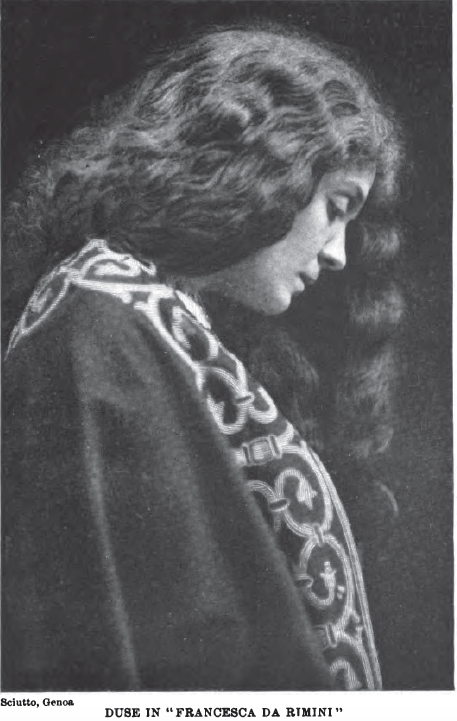
Eleonora Duse in Francesca da Rimini
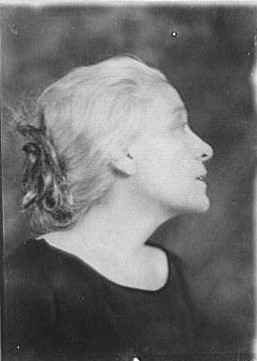
Eleonora Duse, by Arnold Genthe, 1923